# 愛知県道510号三河安城停車場線

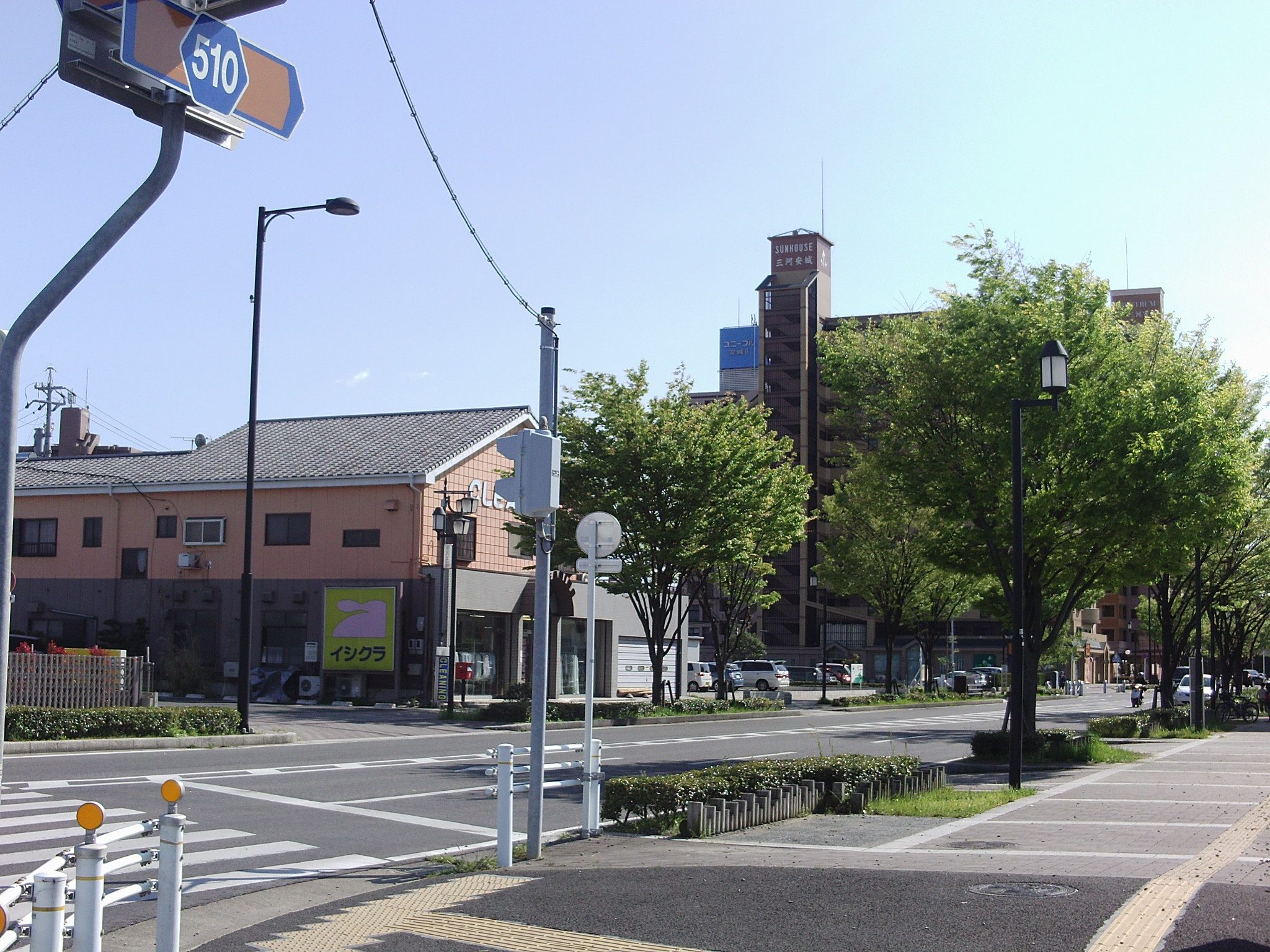
駅前は繁華街ではなく静かな住宅地域。

愛知県道510号三河安城停車場線（あいちけんどう510ごう みかわあんじょうていしゃじょうせん）は、愛知県安城市内を走る一般県道である。

## 概要
東海道本線の三河安城駅前ロータリーと愛知県道298号安城知立線を結んでいる県道である。

### 路線データ
- 起点：三河安城停車場
- 終点：愛知県安城市三河安城町2丁目（三河安城駅入口交差点、愛知県道298号安城知立線交点）
- 総延長：約0.2km

## 歴史

### 年表
- 1987年（昭和62年）3月11日 認定[1]